# Rakim Sanders
Rakim Sanders (nascut el 8 de juliol de 1989 a Pawtucket, Rhode Island) és un jugador de bàsquet estatunidenc. Fa 1.96 metres d'alçada i juga habitualment en la posició d'aler. Pertany a la plantilla del FC Barcelona de la lliga ACB.

## Trajectòria esportiva

### Universitat
Va jugar tres temporades amb els Eagles del Boston College, en les quals va fer una mitjana de 11,8 punts, 4,2 rebots i 1,7 assistències per partit. Va ser transferit als Stags de la Universitat Fairfield en 2010, i després de complir l'any de sanció que imposa la NCAA, va jugar una última temporada en la qual va fer una mitjana de 16,6 punts i 8,2 rebots per partit.

### Professional
Immers en les lligues d'estiu per buscar un contracte NBA, el Maccabi ho va tenir clar. Malgrat que el consideren jove per completar la plantilla, el van fitxar per tenir-lo en propietat i el van cedir el Hapoel Gilboa perquè jugués els minuts necessaris per potenciar la seva projecció.
Després de passar per Alemanya en les files del Brose Baskets, el jugador va signar pel Dinamo Sàsser italià.
Enl 2014-15, Sanders va ser un dels jugadors més destacats del Sàsser, amb els seus 12.3 punts i 3.9 rebots en Lega, i 13.4 punts i 3.0 rebots en l'Eurolliga, va ser campió de lliga amb el Dinamo Sàsser.
El 2015, el jugador es queda sense equip i lesionat fins a gener del 2016 després de passar una operació de canyell. Posteriorment va jugar amb l'Emporio Armani EA7 de Milà, amb el qual va guanyar una Liga, una Copa i una Supercopa italianes e a l'Eurolliga, el curs 2016-17, fou el màxim anotador del seu equip amb una mitjana de 12.5 punts.
El juliol de 2017 va fitxar per una temporada pel FC Barcelona de la lliga ACB.